# بی‌دینی در جمهوری ایرلند

درصد پاسخ دهندگان سرشماری سال ۲۰۱۱ در ایرلند که خود را بی‌دین معرفی کردند.

با توجه به سرشماری سال ۲۰۱۱ ایرلند، ۶٪ از شهروندان ایرلندی بی‌دین هستند. ایرلند در گذشته به عنوان سرزمینی با مردمانی کاتولیک شناخته می‌شد. این تعداد با در نظر گرفتن کاتولیک‌های فرهنگی بیشتر نیز می‌شد. اعتقاد به دین در ایرلند رو به کاهش است.